# Дикий, Михаил Прокофьевич
Михаил Прокофьевич Дикий (12 августа 1917, Великая Андрусовка, Херсонская губерния — 30 марта 1967, Винница) — полковник Советской армии, участник Великой Отечественной войны, Герой Советского Союза (1943).

## Биография
Родился 12 августа 1917 года в селе Великая Андрусовка, в семье крестьянина. Окончил три курса металлургического техникума в Днепродзержинске. В 1935 году Дикий был призван на службу в Рабоче-крестьянскую Красную Армию. В 1937 году он окончил Ворошиловградскую военную авиационную школу лётчиков. Принимал участие в советско-финской войне. С февраля 1942 года — на фронтах Великой Отечественной войны.
К февралю 1943 года капитан Михаил Дикий был начальником воздушно-стрелковой службы 236-й истребительной авиадивизии 5-й воздушной армии Закавказского фронта. К тому времени он совершил 260 боевых вылетов, в воздушных боях сбил 4 самолёта противника лично и ещё 3 — в составе группы.
Указом Президиума Верховного Совета СССР от 1 мая 1943 года за «образцовое выполнение боевых заданий командования на фронте борьбы с немецкими захватчиками и проявленные при этом мужество и героизм» капитан Михаил Дикий был удостоен высокого звания Героя Советского Союза с вручением ордена Ленина и медали «Золотая Звезда» за номером 909.
После окончания войны Дикий продолжил службу в Советской Армии. В 1955 году он окончил курсы усовершенствования офицерского состава при Военно-воздушной академии. В 1958 году в звании полковника он был уволен в запас. Умер 30 марта 1967 года, похоронен в Виннице.

## Награды
Был также награждён двумя орденами Красного Знамени, орденами Александра Невского, Отечественной войны 1-й степени и Красной Звезды, а также рядом медалей.